# كازواكي تزاكا
كازواكي تزاكا (باليابانية: 田坂 和昭) مواليد 3 أغسطس 1971 في هيروشيما، اليابان، هو لاعب كرة قدم ياباني دولي سابق كان يلعب كلاعب وسط.

## مرحلة الشباب

### أندية لعب لها
- جامعة توكاي

## المسيرة الاحترافية

### أندية لعب لها
- شونان بلمار
- شيميزو إس-بولس
- سيريزو أوساكا

## روابط خارجية
- كازواكي تزاكا على موقع رابطة كرة القدم اليابانية للمحترفين (اليابانية)
- كازواكي تزاكا على موقع قاعدة بيانات كرة القدم.إي يو (الإنجليزية)
- كازواكي تزاكا على موقع ناشيونال فوتبول تيمز (الإنجليزية)
- كازواكي تزاكا على موقع Soccerway.com (الإنجليزية)
- كازواكي تزاكا على موقع عالم كرة القدم.نت (الإنجليزية)